# Alpina obscurior
Alpina obscurior är en fjärilsart som beskrevs av Eugen Wehrli 1919. Alpina obscurior ingår i släktet Alpina och familjen mätare. Inga underarter finns listade i Catalogue of Life.